# Malatesta IV Baglioni
Malatesta IV Baglioni (Perugia, 1491 - Bettona, 24 de diciembre de 1531) fue un líder perugiano, señor de Perugia, conde de Spello y Bettona.

## Biografía
Exponente de la noble familia Baglioni de Perugia, era hijo de Giampaolo, señor de Perugia, e Ippolita Conti.
A la edad de nueve años, en 1500, vivió indirectamente el sombrío episodio de la boda roja entre Astorre I y Lavinia Colonna, cuando los conspiradores encabezados por el legítimo heredero Grifonetto Baglioni asesinaron a los varones de la familia: su padre Giampaolo logró salvarse a sí mismo Él y su hermano menor Orazio II estaban bajo la protección de Atalanta, madre de Grifonetto, que había maldecido a su hijo.
Acompañó a menudo a su padre en sus hazañas desde muy joven, ya desde su muerte el 11 de junio de 1520 asumió, junto con su hermano Orazio II, como conde de Spello y Bettona (1520-1531). Se casó con Monaldesca Monaldeschi, perteneciente a una familia acomodada, quien le aportó como dote una gran cantidad de bienes inmuebles en la zona de Orvieto.
Posteriormente Malatesta estuvo al servicio de la República de Venecia, para lo cual ocupó Lodi y Cremona. En 1527, a la muerte de su tío Gentile I Baglioni, hijo de Guido I, con quien las relaciones nunca habían sido óptimas, gobernó plenamente el señorío de Perugia.
Durante la guerra de la Liga de Cognac, Malatesta entregó Perugia sin luchar a Filiberto de Orange, jefe del ejército imperial en la península itálica, y pasó a asumir el papel de defensor de la República de Florencia . Un acuerdo secreto con el Papa Clemente VII y con los imperiales establecía que Malatesta recuperaría el señorío de la ciudad al final de su conducta por Florencia.
Su traición se reveló el 3 de agosto de 1530, durante la batalla de Gavinana, en la que las fuerzas florentinas comandadas por Francesco Ferrucci (1489-1530) fueron aniquiladas por las tropas imperiales, también gracias a la información recibida de Malatesta. La exclamación de Ferrucci !Ahi traditor Malatesta! ha quedado proverbial. Dado que Baglioni respetó el pacto con el Papa al traicionar a Florencia, se le permitió regresar a la posesión de Perugia, a donde regresó el 20 de septiembre.
El conde, cuando no estaba en guerra, se alojaba en Spello y Bettona, en sus respectivos palacios de estilo Baglioni . Y precisamente en la residencia de Bettona, que había embellecido con un magnífico jardín, Malatesta IV murió, probablemente de gota, el 24 de diciembre de 1531, a la edad de 40 años. Le sucedió, tanto en los condados como en Perugia, su hijo Rodolfo II, último señor de esta última ciudad.
Le ofrecieron un suntuoso funeral junto con su hermano Orazio, que había muerto tres años antes y fue enterrado temporalmente en Spello. Los dos Baglioni fueron enterrados en Perugia en la basílica de San Domenico, con ricos monumentos funerarios alrededor del coro. En los siglos siguientes, las tumbas fueron derribadas y los cuerpos enterrados en la cripta de abajo, junto con otros Baglioni, y marcados con una simple lápida.

## Honores
Orden de San Miguel
 Condado de Spello y Bettona

## Galería de imágenes

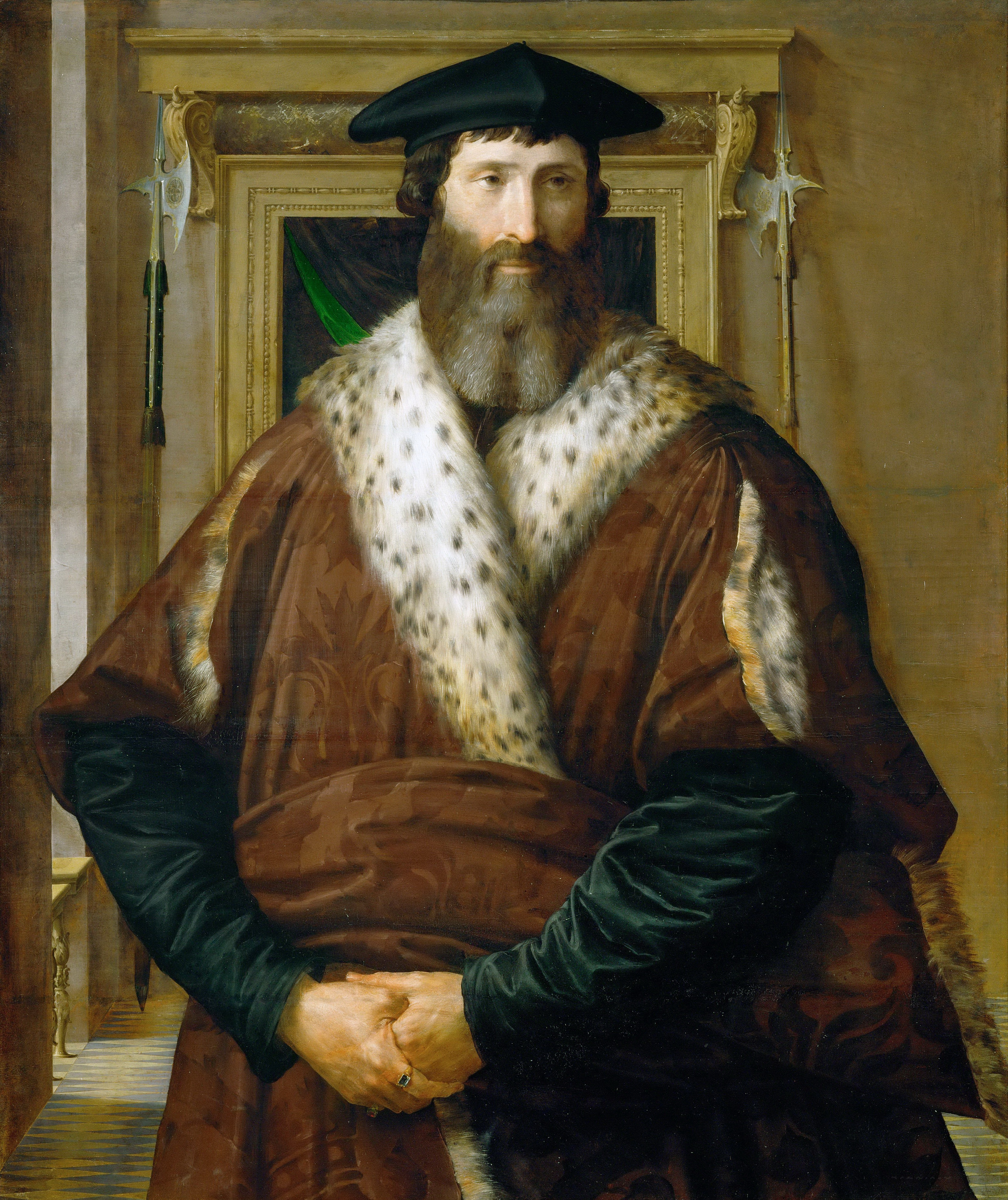
Retrato Masculino, es una obra a pintura sobre tabla hecha por el Parmigianino, del 1535; y actualmente se conserva en el Museo de Historia del Arte de Viena. En 1783 fue reconocido como Malatesta IV Baglioni.
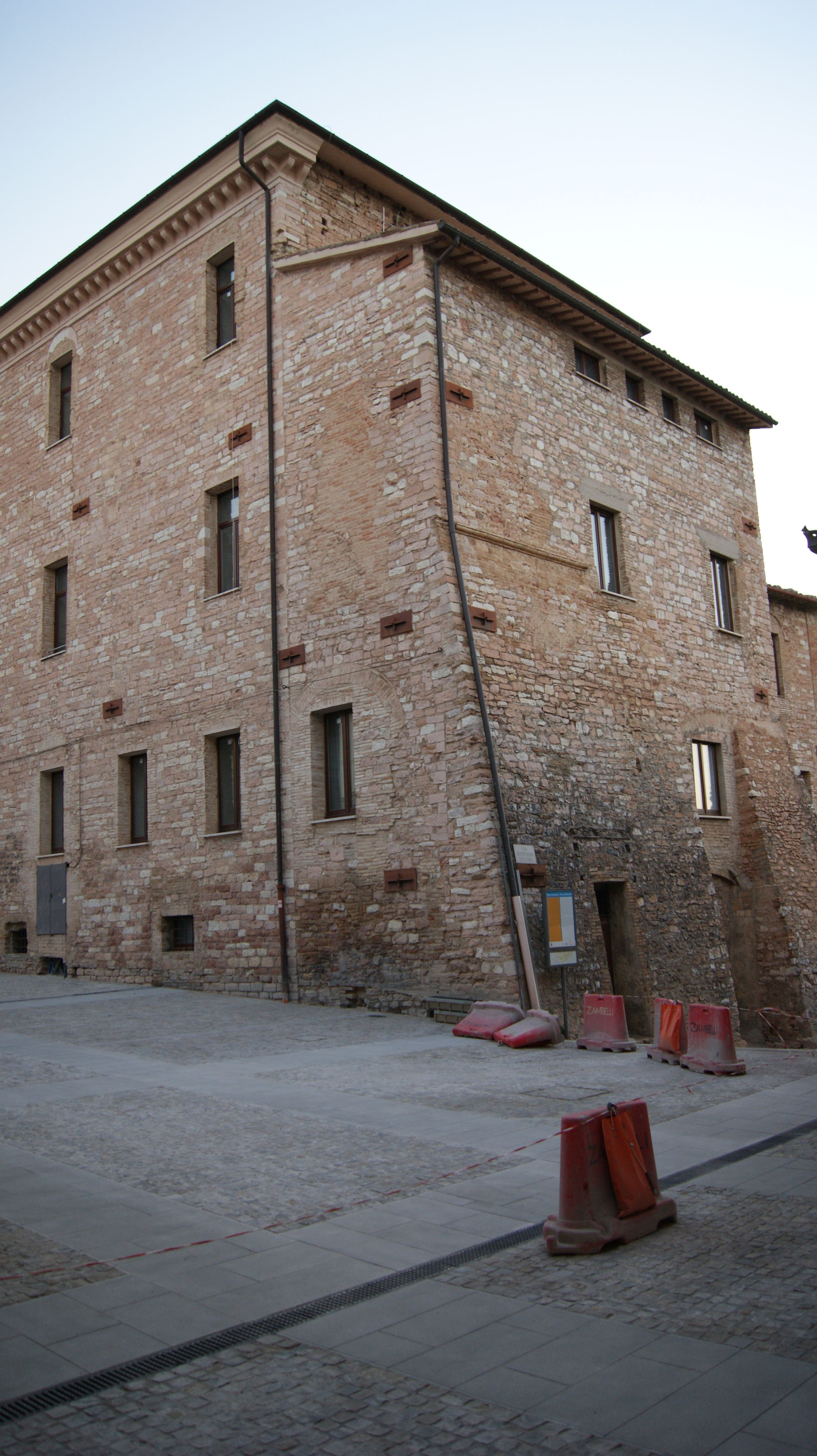
El Palacio Baglioni en Spello, donde residió Malatesta.
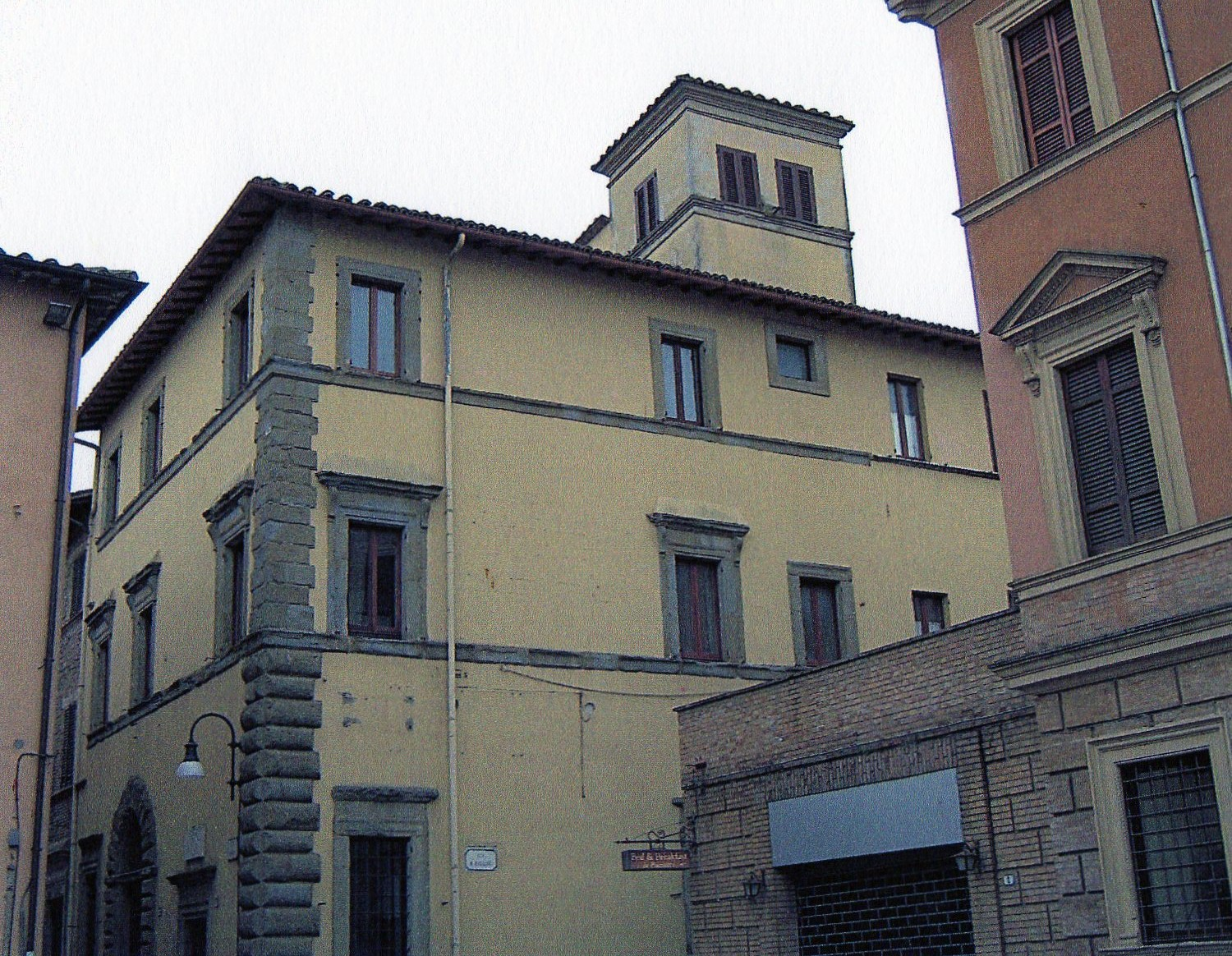
El Palacio Baglioni en Bettona, donde residió y murió Malatesta.